# Сен-Мартиньен
Сен-Мартинье́н (фр. Saint-Martinien) — коммуна во Франции, находится в регионе Овернь. Департамент коммуны — Алье. Входит в состав кантона Юрьель. Округ коммуны — Монлюсон.
Код INSEE коммуны — 03246.

## Население
Население коммуны на 2008 год составляло 618 человек.
| 1962 | 1968 | 1975 | 1982 | 1990 | 1999 | 2008 |
| ---- | ---- | ---- | ---- | ---- | ---- | ---- |
| 498  | 525  | 441  | 474  | 533  | 518  | 618  |

## Экономика
В 2007 году среди 375 человек в трудоспособном возрасте (15—64 лет) 303 были экономически активными, 72 — неактивными (показатель активности — 80,8 %, в 1999 году было 70,4 %). Из 303 активных работали 277 человек (149 мужчин и 128 женщин), безработных было 26 (13 мужчин и 13 женщин). Среди 72 неактивных 20 человек были учениками или студентами, 25 — пенсионерами, 27 были неактивными по другим причинам.

## Достопримечательности
- Церковь Сен-Мартиньен (XIII век)